# Final de la Copa del Món de Rugbi 1999
La final de la Copa del Món de Rugbi 1999 fou el darrer partit del torneig, disputada a Cardiff (Gal·les), entre les seleccions de França i Austràlia. Hi hagué una assistència de 72.500 espectadors, i novament la selecció Wallabie s'enduria el títol davant l'eterna subcampiona, França.

## Resum del Partit

### 1a part
Davant d'una multitud de 72.500 espectadors a l'Estadi del Mil·lenni de Cardiff, recentment estrenat, Austràlia i França es van enfrontar en la quarta final de la Copa del Món de Rugbi. Per a ambdós equips era la seva segona final. Austràlia va oferir un joc basat en una defensa molt resistent al llarg del torneig, mentre que França es caracteritzava per una línia d'atac especialment talentosa. En unes condicions humides i fredes, pròpies de la tardor a les Illes Britàniques, França va prendre la iniciativa al marcador amb la transformació d'un cop de càstig de Christophe Lamaison als dos minuts. Aquest començament ja mostrava el que seria la final, un continu intercanvi de cops de càstig, de manera que Matt Burke va igualar el marcador dos minuts després. Els davanters australians van dominar i la seva tàctica de xuts a seguir contínuament va resultar eficaç. Lamaison va avançar els francesos per 6-3, però el domini del joc era aussie. Les lesions i la posterior substitució d'Olivier Magne van interrompre el joc del quinze del gall. A més a més, Matt Burke, va mostrar una precisió impressionant aconseguint que els de l'hemisferi sud dominessin el marcador al descans per 12-6.

### 2a part
Igual que a la primera meitat Burke i Lamaison van intercanviar la transformació de cops de càstig. Després d'una hora de partit el marcador era de 18-12 a favor d'Austràlia. Però l'equip francés va veure a partir d'aquell moment com l'atac australià s'anava imposant. Un altre cop de càstig i a manca de quinze minuts pel final, Ben Tune feia el primer assaig del partit i deixava el partit pràcticament resolt pels oceànics. Finalment, un nou assaig a les caballes d'Owen Finegan, que havia estat suplent, i la transformació de Burke deixaria el marcador en el definitiu 35-12.
D'aquesta manera, els australians rebrien el títol de mans de la Reina Elisabet II del Regne Unit, el mateix dia que a en territori Australià es votava en referèndum la continuïtat de la vigència de la reina com a cap d'estat del país.

## Detalls del partit
| Austràlia                                                      | 35 – 12  | França             | 6 de novembre de 1999 15:00 WET/GMT (UTC+00) - Millennium Stadium, Cardiff Assistència: 72,500 espectadors Àrbitre: André Watson (Sud-àfrica) |
| Assaigs: Finegan (1), Tune (1) Con.: Burke (2) Pen.: Burke (7) | [Report] | Pen.: Lamaison (4) | 6 de novembre de 1999 15:00 WET/GMT (UTC+00) - Millennium Stadium, Cardiff Assistència: 72,500 espectadors Àrbitre: André Watson (Sud-àfrica) |

| Austràlia | França |

| Austràlia      |    |                 |  |     |
|                |    |                 |  |     |
| FB             | 15 | Matt Burke      |  |     |
| RW             | 14 | Ben Tune        |  |     |
| OC             | 13 | Dan Herbert     |  | 46' |
| IC             | 12 | Tim Horan       |  | 79' |
| LW             | 11 | Joe Roff        |  |     |
| FH             | 10 | Stephen Larkham |  |     |
| SH             | 9  | George Gregan   |  | 79' |
| N8             | 8  | Toutai Kefu     |  |     |
| OF             | 7  | David Wilson    |  |     |
| BF             | 6  | Matt Cockbain   |  | 55' |
| RL             | 5  | John Eales (c)  |  |     |
| LL             | 4  | David Giffin    |  |     |
| TP             | 3  | Andrew Blades   |  |     |
| HK             | 2  | Michael Foley   |  | 76' |
| LP             | 1  | Richard Harry   |  |     |
| Substitucions: |    |                 |  |     |
| HK             | 22 | Jeremy Paul     |  | 76' |
| PR             | 21 | Dan Crowley     |  |     |
| LK             | 20 | Mark Connors    |  |     |
| FL             | 19 | Owen Finegan    |  | 55' |
| SH             | 18 | Chris Whitaker  |  | 79' |
| CT             | 17 | Jason Little    |  | 46' |
| CT             | 16 | Nathan Grey     |  | 79' |
| Entrenador:    |    |                 |  |     |
| Rod McQueen    |    |                 |  |     |

| França             |    |                        |  |     |
|                    |    |                        |  |     |
| FB                 | 15 | Xavier Garbajosa       |  | 68' |
| RW                 | 14 | Philippe Bernat-Salles |  |     |
| OC                 | 13 | Richard Dourthe        |  | 75' |
| IC                 | 12 | Émile Ntamack          |  |     |
| LW                 | 11 | Christophe Dominici    |  |     |
| FH                 | 10 | Christophe Lamaison    |  |     |
| SH                 | 9  | Fabien Galthie         |  | 78' |
| N8                 | 8  | Christophe Juillet     |  | 41' |
| OF                 | 7  | Olivier Magne          |  |     |
| BF                 | 6  | Marc Lievremont        |  | 68' |
| RL                 | 5  | Fabien Pelous          |  |     |
| LL                 | 4  | Abdelatif Benazzi      |  |     |
| TP                 | 3  | Franck Tournaire       |  |     |
| HK                 | 2  | Raphael Ibanez (c)     |  | 80' |
| LP                 | 1  | Cedric Soulette        |  | 47' |
| Substitucions:     |    |                        |  |     |
| HK                 | 22 | Marc Dal Maso          |  | 80' |
| PR                 | 21 | Pieter de Villiers     |  | 47' |
| LK                 | 20 | Olivier Brouzet        |  | 41' |
| FL                 | 19 | Arnaud Costes          |  | 68' |
| SH                 | 18 | Stéphane Castaignède   |  | 78' |
| FH                 | 17 | Stephane Glas          |  | 75' |
| FB                 | 16 | Ugo Mola               |  | 68' |
| Entrenador:        |    |                        |  |     |
| Jean-Claude Skrela |    |                        |  |     |